# T-60
T-60 var en lätt sovjetisk stridsvagn som tillverkades under andra världskriget. Under kriget producerades sammanlagt 6 292 exemplar.

## Historik
T-60 var en förenklad version av den amfibiska lätta stridsvagnen T-40. Modellen började tillverkas efter den tyska invasionen 1941 och byggde på en icke-amfibisk variant av T-40 med beteckningen T-40S.
Den övertog många av de problem som kännetecknade föregångaren: bepansringen var otillräcklig, och med den mycket begränsade beväpningen (20 mm automatkanon och en 7,62 mm kulspruta) var den i princip verkningslös mot andra moderna stridsvagnar. Man gjorde försök med en kraftigare 37 mm kanon, men kanontornsringen var inte tillräckligt kraftig för att absorbera vapnets rekyl.
Motorn var en vanlig bensindriven GAZ-lastbilsmotor, som var så svag att modellen hade svårt att hålla jämna steg även med den nästan fem gånger tyngre T-34. Förutom motorn hämtades även många andra komponenter från civila lastbils- och personbilsmodeller. Den största anledningen till att modellen över huvud taget producerades var att den kunde tillverkas även under mycket enkla förhållanden.

## Kännetecken
Kanontornet på T-60 satt något till vänster, med motorn till höger och med föraren längst fram. Pansarplåtarna på torn och chassi var nitade.

## Varianter
Under 1942 utvecklades en förbättrad variant av T-60 som fick beteckningen T-60A. Den hade något tjockare frontpansar (35 mm) och helgjutna hjul utan ekrar.
Redan i slutet av 1941 hade man börjat skissa på den modell som skulle ersätta T-60: T-70. Efter att T-60 börjat fasas ut till förmån för T-70 använde man många T-60-chassin som plattformar för raketartilleri (s.k. stalinorglar, mod. M-8 och M-1 3), samt som dragfordon till 57 mm pansarvärnskanoner.

### Den flygande stridsvagnen

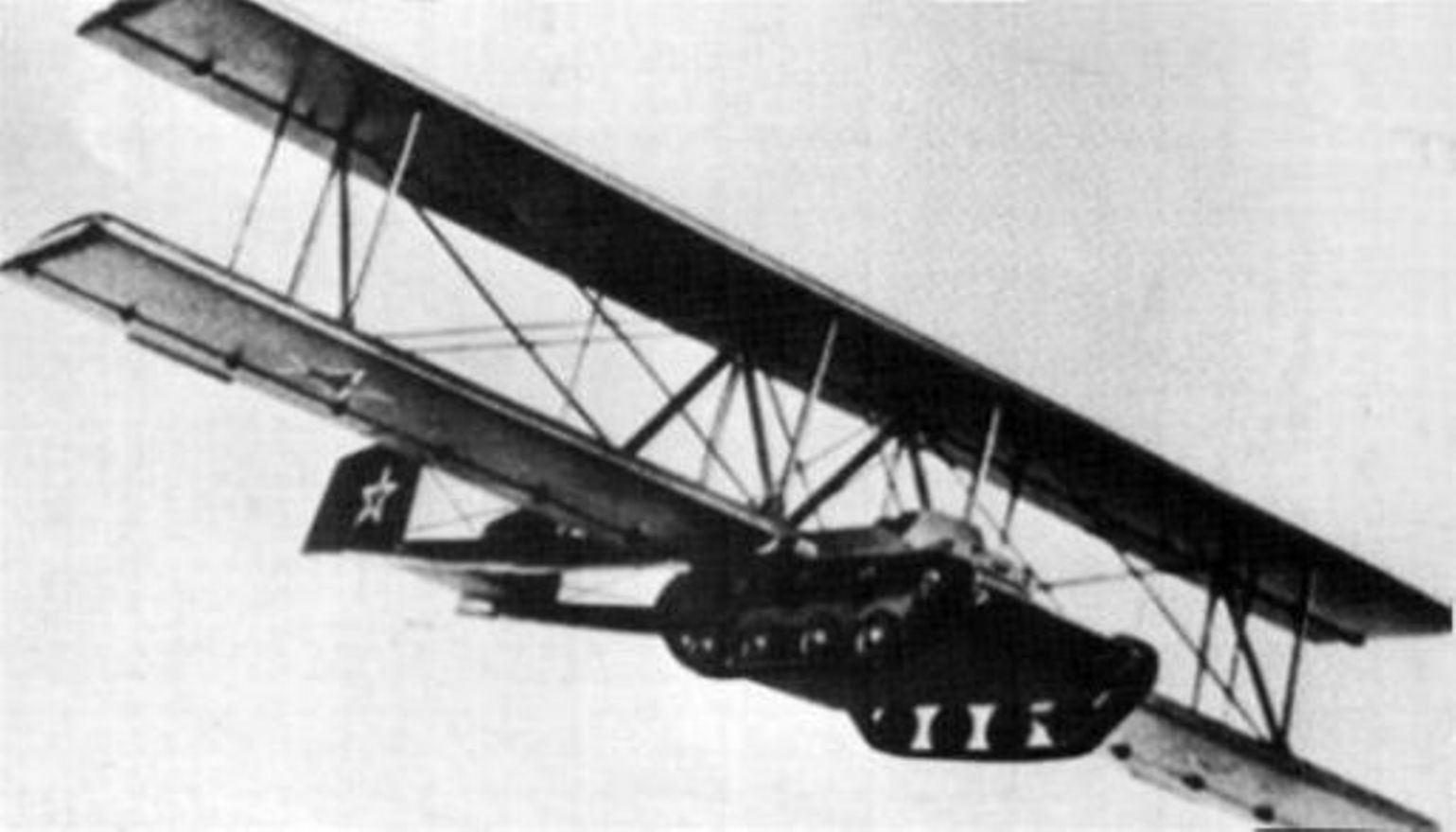
Antonov A-40

Under 1942 gjorde man på sovjetisk sida experiment med luftburna stridsvagnar som skulle landsättas bakom frontlinjen och användas av partisanstyrkor. Antonov A-40 var en konstruktion där ett glidflygplan monterades ovanpå en modifierad T-60 (med flera detaljer demonterade för att minimera vikten). Glidflygplanet/stridsvagnen bogserades i luften av bombplan av typen Petljakov Pe-8 eller Tupolev TB-3. De första provflygningarna hösten 1942 fick avbrytas på grund av glidflygplanets dåliga aerodynamiska egenskaper, och försöken återupptogs aldrig.